# 两头毛
两头毛（学名：Incarvillea arguta）是紫葳科角蒿属的植物。分布在尼泊尔、印度、不丹以及中国大陆的甘肃、贵州、西藏、四川、云南等地，生长于海拔1,400米至3,400米的地区，一般生长在干热河谷及山坡灌丛中，目前尚未由人工引种栽培。

## 别名
毛子草（中国高等植物图鉴），千把刀、破碗花、大花药（云南丽江），麻叶子、大九加、岩喇叭花、鼓手花、羊胡子草、城墙花（云南曲靖），金鸡豇豆、唢呐花、头号、羊奶子、燕山红（云南昭通），黄鸡尾、马桶花、蜜糖花（四川），炮仗花（贵州威宁）

## 异名
- Incarvillea arguta (Royle) Royle var. daochengensis Q. S. Zhao
- Incarvillea arguta (Royle) Royle var. longipedicellata Q. S. Zhao